# Campionato mondiale giovanile di scherma 1998
Il Campionato mondiale juniores di scherma del 1998 ("1998 World Juniors Fencing Championships") è stato organizzato dalla Federazione internazionale della scherma e si è svolto a Valencia in Venezuela dal 1 al 12 aprile.
Nel fioretto, si sono aggiudicati i titoli del campionato mondiale l'israeliano Tomer Or, che ha battuto in finale il venezuelano Carlos Eduardo Rodriguez, e l'italiana Ilaria Salvatori che ha avuto la meglio sulla tedesca Natascha Lotter.
Nella spada l'ucraino Dmytro Karyuchenko ha battuto in finale il francese Fabrice Jeannet, ottenendo il titolo mondiale juniores maschile, mentre tra le donne l'italiana Veronica Rossi ha superato la magiara Petra Patocs.
Nella sciabola il tedesco Christian Kraus prevale sul russo Aleksey Frosin.
Nel campionato mondiale juniores a squadre maschili, la nazionale tedesca ha prevalso nella finale del fioretto contro la Francia, mentre la nazionale polacca ha vinto nella spada contro la formazione magiara, ed infine la nazionale tedesca ha avuto la meglio sulla compagine magiara nella sciabola.
Nel campionato mondiale juniores a squadre femminili, la nazionale polacca ha prevalso nella finale del fioretto contro l'Italia, l'Ungheria ha vinto nella spada contro la compagine francese.

## Podi

### Uomini
| Specialità  | Oro                                                              | Argento                                                         | Bronzo                                                         |
| Individuali |                                                                  |                                                                 |                                                                |
| Fioretto    | Tomer Or                                                         | Carlos Eduardo Rodriguez                                        | Stefano Barrera Andrei Deev                                    |
| Spada       | Dmytro Karyuchenko                                               | Fabrice Jeannet                                                 | Michal Sobieraj Adam Wiercioch                                 |
| Sciabola    | Christian Kraus                                                  | Aleksey Frosin                                                  | Alexandre Surimto Mateusz Wisniewski                           |
| A squadre   |                                                                  |                                                                 |                                                                |
| Fioretto    | Germania Richard Breutner Johannes Krüger Dennis Reichert -      | Francia Cedrick Ampart Sebastien Coutant Gregory Koenig -       | Italia Stefano Barrera Vieri Nuti Giuseppe Pierucci -          |
| Spada       | Polonia Adam Motyka Tomasz Motyka Michal Sobieraj Adam Wiercioch | Ungheria Arpad Horvat Peter Somfai Andras Toth -                | Svizzera Marcel Fischer Michael Kauter Benjamin Steffen -      |
| Sciabola    | Germania Wiradech Kothny Christian Kraus Alexander Weber -       | Ungheria Gabor Argyelan Balázs Lengyel Geza Marffy Gabor Szelle | Russia Alexei Diatchenko Aleksey Frosin Viatcheslav Timofeev - |

### Donne
| Specialità  | Oro                                                          | Argento                                                        | Bronzo                                                             |
| Individuali |                                                              |                                                                |                                                                    |
| Fioretto    | Ilaria Salvatori                                             | Natascha Lotter                                                | Verena Latty Silke Meinert                                         |
| Spada       | Veronica Rossi                                               | Petra Patocs                                                   | Hoo-Young Chung Malgorzata Stroka                                  |
| A squadre   |                                                              |                                                                |                                                                    |
| Fioretto    | Polonia Sylwia Gruchala Magdalena Koletsos Alicja Kryczalo - | Italia Margherita Granbassi Emanuela Rocca Ilaria Salvatori -  | Germania Verena Latty Natascha Lotter Silke Meinert -              |
| Spada       | Ungheria Petra Patocs Emese Szasz-Kovacs Emese Takacs -      | Francia Sarah Daninthe Pascale Ergand Bravais Melanie Feytie - | Stati Uniti Jessica Burke Kathryn Cavan Kate Rudkin Arlene Stevens |

## Medagliere
| Pos.   | Nazione       | Oro | Argento | Bronzo | Totale |
| ------ | ------------- | --- | ------- | ------ | ------ |
| 1      | Germania      | 3   | 1       | 3      | 7      |
| 2      | Italia        | 2   | 1       | 2      | 5      |
| 3      | Polonia       | 2   | 0       | 4      | 6      |
| 4      | Ungheria      | 1   | 3       | 0      | 4      |
| 5      | Ucraina       | 1   | 0       | 0      | 1      |
| 5      | Israele       | 1   | 0       | 0      | 1      |
| 6      | Francia       | 0   | 3       | 0      | 3      |
| 8      | Russia        | 0   | 1       | 2      | 3      |
| 9      | Venezuela     | 0   | 1       | 0      | 1      |
| 10     | Corea del Sud | 0   | 0       | 1      | 1      |
| 10     | Stati Uniti   | 0   | 0       | 1      | 1      |
| 10     | Svizzera      | 0   | 0       | 1      | 1      |
| 10     | Bielorussia   | 0   | 0       | 1      | 1      |
| Totale | Totale        | 10  | 10      | 15     | 35     |